# Cowlitz (peuple)
Pour les articles homonymes, voir Cowlitz.

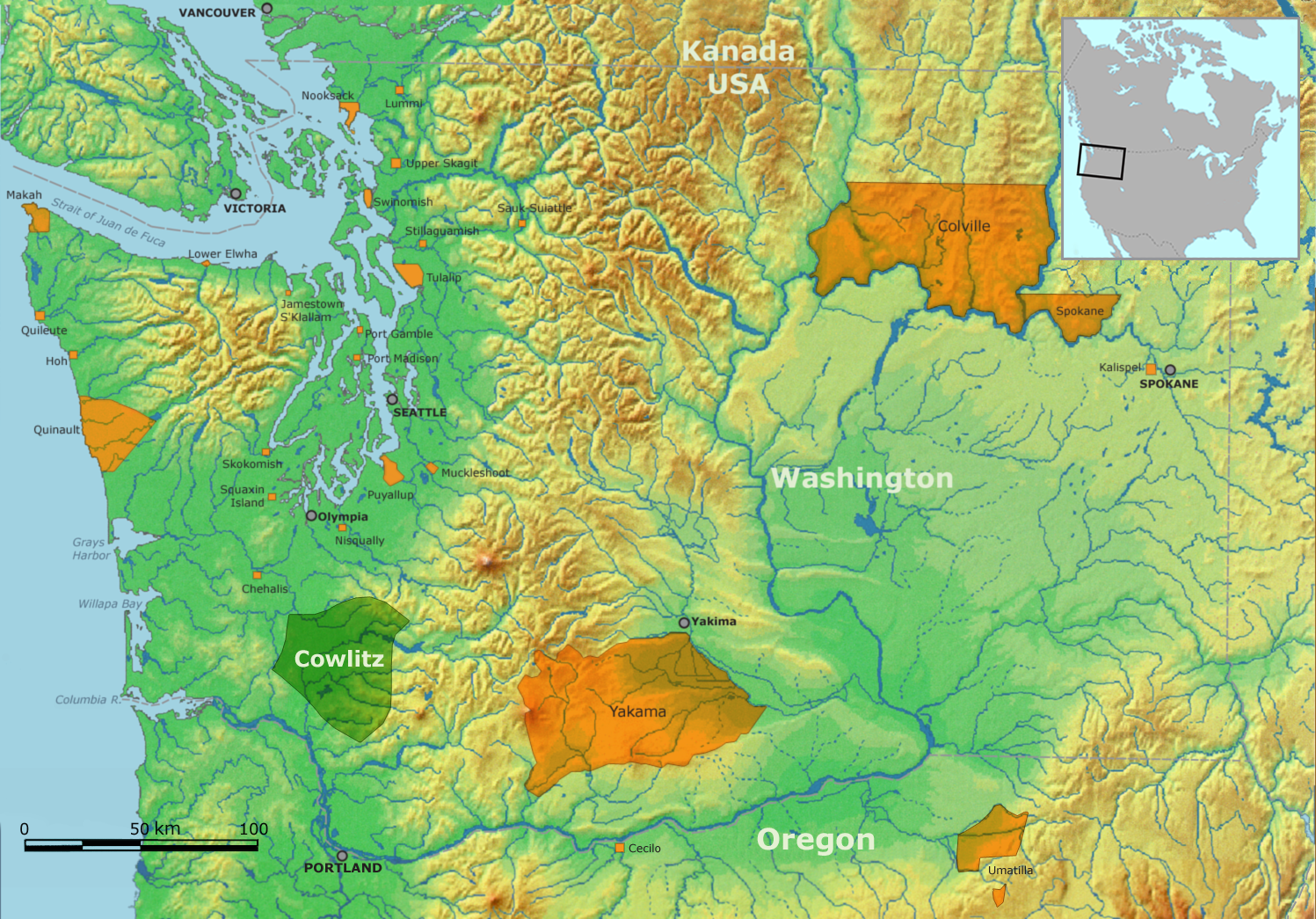
Carte montrant le territoire des Cowlitz.

Les Cowlitz sont un groupe ethnique d'Amérindiens de la région occidentale de l'État de Washington aux États-Unis. La tribu des Cowlitz est séparée en deux groupes : les Taidnapams et les Kawlics.
Le langage originel de la tribu appartenait aux langues salish qui est courant dans la région du nord-ouest américain. Par la suite, les Taidnapams ont adopté la langue sahaptin à l'est de la chaîne des Cascades.
Le premier blanc à avoir rencontré les Cowlitz fut le québécois Simon Plamondon. Il maria la fille du chef amérindien Scanewea.